# Martin Kinnunen
Martin Anders Kinnunen, (nacido el 15 de mayo de 1983) es un miembro del parlamento sueco-finlandés del partido Demócratas de Suecia. Anteriormente fue secretario de prensa del partido, así como líder de la organización juvenil del partido, Juventud Democrática de Suecia (SDU), entre 2005 y 2007. Asumió el cargo de Jimmie Åkesson y fue sucedido por Erik Almqvist. Kinnunen también ha trabajado como secretario de la oficina de la organización nacional de los Demócratas de Suecia en Estocolmo; dejó el cargo a finales de 2009. Kinnunen y su prometida fueron agredidos y golpeados en un ataque en Gullmarsplan, en la estación de metro de Estocolmo el 6 de  junio de 2009. Posteriormente, tres mujeres fueron condenadas por el ataque a la prometida de Kinnunen, y un hombre fue condenado a prisión por el mismo ataque. 
El 29 de septiembre de 2015, Kinnunen fue acusado de dos casos de fraude fiscal. Fue acusado de malversar grandes cantidades de dinero mientras trabajaba para las empresas propiedad de los demócratas suecos Samtid och Framtid y Blåsippan AB. Fue absuelto de todos los cargos por el tribunal de distrito el 5 de febrero de 2016. Sin embargo, mientras continuaban los juicios en noviembre de 2016, se reveló que Kinunnen había autorizado fechas fraudulentas en las facturas en cuestión; el resultado final aún se desconoce, aunque el 22 de noviembre declaró que, aunque fuera declarado culpable de un grave fraude fiscal en nombre de los suecos, seguiría siendo un político sueco sin problemas. El 6 de diciembre de 2016, la Corte de Apelaciones lo declaró culpable de fraude contable. Fue condenado a una multa de aproximadamente 9.000 EUR, mientras que la empresa de propiedad sueca recibió una multa de 30.000 EUR por contabilidad fraudulenta y evasión fiscal. 